# Handel Gothic
Pour les articles homonymes, voir Handel et Gothic.
Handel Gothic est un police de caractères de type géométrique et sans empattement.

## Histoire
Elle aurait été dessinée par Ronald Trogram en 1980, pour la fonderie FotoStar (aujourd'hui disparue), et est actuellement détenue par la fonderie Bitstream. Selon d'autres sources, c'est Don Handel qui l'a dessinée au milieu des années 1960, avant que Rod McDonald ne la redessine en 2008.

## Caractéristiques
Ses lettres se caractérisent par des formes arrondies là où les traits sont habituellement rectilignes, ce qui lui donne un aspect futuriste ; son bas-de-casse, similaire aux onciales, est également facilement identifiable. 
C'est une police décorative, qui est assez peu lisible dans les petits corps, et qui est par conséquent davantage destinée à attirer l'attention dans des énoncés courts et de grande taille comme les titres.

## Utilisations
Elle apparaît notamment en 1993 sur la couverture de l'album Republic du groupe New Order, au générique de la série télévisée Star Trek: Deep Space Nine, ainsi que dans de nombreux logos : United Airlines (dessiné en 1973 par Saul Bass, et utilisé jusqu'en 1993), le site web TagWorld, PHP, Moneo, Veolia Environnement, ZDF, Les Mousquetaires (sauf le "M" qui a été ré-agencé), Jeuxvideo.com, le jeu vidéo Deus Ex, le parti politique basque EAJ-PNV, Bosnalijek.